# Димитър Гаджанов
Димитър Г. Гаджанов е български учен, османист и турколог, преподавател по турски език.

## Биография
Димитър Гаджанов е роден през 1874 година в Гюмюрджина, тогава в Османската империя. Първоначално и прогимназиално образование получава в гръцко училище в родния си град. През 1892 година завършва в турска гимназия в Одрин. В 1895 година завършва земеделие в турско висше училище в Цариград, а през 1900 година – славянска филология във Висшето училище в София.
Преподава турски език в Историко-филологическия факултет на Софийския университет, където от 1909 година е хоноруван лектор, а от 1910 година – редовен лектор. Тази длъжност заема без прекъсване до 1935 година.
През 1916 година участва в Научната експедиция в Македония и Поморавието, изследвайки мюсюлманското население в Македония.